# The Nightingale (película de 2027)
The Nightingale es una próxima película de dramática estadounidense de 2027 dirigida por Michael Morris y basada en la novela homónima de Kristin Hannah de 2015. Estará protagonizada por las hermanas Dakota Fanning y Elle Fanning.
La película está programada para ser estrenada en Estados Unidos por TriStar Pictures el 12 de febrero de 2027.

## Premisa
Dos hermanas luchan por sobrevivir y resistir la ocupación alemana de Francia durante la Segunda Guerra Mundial.

## Reparto
- Dakota Fanning como Vianne Mauriac
- Elle Fanning como Isabelle Rossignol

## Producción
En marzo de 2015, TriStar Pictures adquirió el libro The Nightingale de Kristin Hannah y contrató a Ann Peacock para escribir el guion y a Elizabeth Cantillon para producirlo.   El 11 de agosto de 2016, TriStar contrató a Michelle MacLaren para dirigir y reescribir con John Sayles, hasta que MacLaren se fue antes del cierre de la producción. 
En diciembre de 2019, Mélanie Laurent firmó como directora a partir de un guion de Dana Stevens, con Cantillon aún como productora. Dakota Fanning y Elle Fanning estaban programadas para coprotagonizar la película como las hermanas. 
La fotografía principal estaba programada para comenzar el 26 de octubre de 2020, con escenas que se rodarían en Budapest y Los Ángeles,  pero Laurent pospuso el proyecto menos de una semana antes del inicio del rodaje para dirigir The Mad Women's Ball,  con la intención de volver a The Nightingale como su próxima película.  En septiembre de 2021, Laurent comentó sobre el estado de la película y el retraso en la producción: "Es muy difícil para nosotros encontrar otra fecha y que todos estén a bordo al mismo tiempo, así que es un desastre". 
En 2023, Elle expresó su esperanza de que el proyecto se hiciera realidad.   En julio de 2025, se anunció que se había reanudado el desarrollo de la película, con Michael Morris ahora dirigiéndola. 

## Estreno
El 23 de junio de 2017, TriStar programó el estreno de la película para el 10 de agosto de 2018.  El 2 de marzo de 2020, TriStar pospuso el estreno de la película hasta el 25 de diciembre de 2020.  El 24 de abril de 2020, TriStar eliminó brevemente la película del calendario de estrenos debido a la pandemia de COVID-19 .  El 30 de abril de 2020, TriStar reprogramó el estreno de la película para el 22 de diciembre de 2021.  El 19 de febrero de 2021, TriStar volvió a posponer el estreno de la película hasta el 23 de diciembre de 2022.  El 22 de octubre de 2021, TriStar eliminó la película del calendario de estrenos.  La nueva fecha de estreno del 12 de febrero de 2027 se revitalizó en julio de 2025. 
En abril de 2021, Netflix y The Walt Disney Company firmaron un acuerdo con Sony por el derecho de transmitir y emitir exclusivamente en las redes de televisión lineal de Disney las próximas películas, incluida The Nightingale, después de sus ventanas de cine y medios domésticos.  